# What It Is (Mark Knopfler)
What It Is è un brano musicale di Mark Knopfler, pubblicato come singolo nel 2000; è inoltre la traccia d'apertura dell'album Sailing to Philadelphia.
Il testo del brano, particolarmente evocativo, è ambientato a Edimburgo; l'ultima strofa contiene dei riferimenti alla canzone tradizionale scozzese Wee Willie Winkie e alla vicenda del mercante londinese Nathaniel Bentley, detto Dirty Dick, vissuto fra il XVIII e il XIX secolo.
Il pezzo, affermatosi come uno dei brani più rappresentativi di Knopfler, è stato eseguito molto spesso dal vivo; per interpretare la canzone in studio, il musicista ha scelto una Schecter Custom Stratocaster, mentre in concerto predilige una Fender Stratocaster.
Il brano arriva terzo in Italia, quarto in Spagna e decimo in Norvegia.

## Tracce
1. What It Is (Radio edit) – 3:33
2. The Long Highway – 3:46
3. Let's See You – 4:21
4. Camerado – 2:58

## Classifiche
| Classifica (2000) | Posizione massima |
| ----------------- | ----------------- |
| Belgio (Fiandre)  | 61                |
| Belgio (Vallonia) | 65                |
| Francia           | 56                |
| Germania          | 81                |
| Italia            | 3                 |
| Norvegia          | 10                |
| Paesi Bassi       | 38                |
| Spagna            | 4                 |
| Svizzera          | 38                |